# Nationaal-Socialistische Beweging in Nederlands-Indië
De Nationaal-Socialistische Beweging in Nederlands-Indië (NSB) was een politieke partij in de toenmalige Nederlandse kolonie. Ze was in beginsel gelijk aan de Nederlandse NSB, maar kreeg in de loop van de tijd een ander karakter. De partij bestond in Nederlands-Indië van 1931 tot 10 mei 1940.

## Geschiedenis
In Nederlands-Indië waren veel leden van de NSB op andere gronden lid geworden van de partij dan de aanhangers in Nederland. Het opkomend nationalisme van de Indonesiërs in hun strijd voor onafhankelijkheid en de Japanse dreiging was voor ultra-nationalistische Indo's reden om lid te worden. Nog een reden was het gevoel van de Indo's dat zij als partijlid gelijkgesteld waren aan totoks ('volbloed' Nederlanders). Vanaf 1933 bloeide de partij, na een bezoek van Mussert in 1935 aan de kolonie liep het ledental op tot ruim vijfduizend. Pas toen eind jaren 1930 duidelijk werd dat de partij mee ging met de Duitse nazi-ideeën over raszuiverheid en Blut und Boden zegden velen hun lidmaatschap op. Er bleven nog 1100 leden en 680 sympathisanten over.
Direct nadat Duitsland over was gegaan tot het bezetten van Nederland, werd de partij op 9 mei 1940 verboden voor bestuursambtenaren. Op 10 mei 1940 werden op last van de gouverneur-generaal Tjarda van Starkenborgh ruim 500 NSB’ers en sympathisanten, samen met Duitsers, door de Politieke Inlichtingen Dienst (PID) opgepakt en geïnterneerd. Hun eigendommen werden geconfisqueerd en zij werden oneervol ontslagen.
Vanaf 19 mei 1940 werden ook vrouwelijke leden aangehouden, waarvan er 32 werden gearresteerd. Samen met Duitse vrouwen en hun kinderen, werden zij eerst ondergebracht in de kazerne van Banjoebiroe op Java en later in een klein kamp in de vorm van een groot huis te Salatiga.
De mannelijke NSB’ers werden verdeeld over de gevangenis van Cheribon en drie interneringskampen op Java: Ngawi, Ambarawa en het eiland Onrust. In Ngawi zaten 132 leden die als staatsgevaarlijk werden beschouwd en 14 in Cheribon. De staatsgevaarlijke groep werd in zijn geheel op 21 januari 1942 met het m.s. Tjisedane overgebracht naar Suriname. Hun behandeling daar was slecht. Pas in 1946 werd de groep naar Nederland verscheept met het m.s. Boissevain. In Nederland werd de meeste van hen een rood paspoort verstrekt, wat inhield dat zij enkele jaren het land niet mochten verlaten.
Na de Japanse bezetting van Nederlands-Indië op 1 maart 1942, werd de bewaking van het kamp Ambarawa op 8 maart krijgsgevangen gemaakt en werden de NSB-gevangenen vrijgelaten. Deze probeerden weer een bestaan op te bouwen, maar ondervonden daarbij veel hinder van de vijandige houding van de autochtone Indonesische bevolking naar hen toe. Eind 1942 werden zij, samen met de Europese bevolking, geïnterneerd in kampen. Sommigen van hen gaven zich uit voor Duitsers, waardoor zij samen met de aanwezige Duitsers in bergoorden op Midden-Java werden ondergebracht. Na de capitulatie van Japan, werden zij naar Duitsland gedeporteerd.
Tijdens de Japanse bezetting is een klein aantal NSB’ers, evenals sommige andere geïnterneerden die voor de Indonesische onafhankelijkheid waren, voor de bezetter gaan werken. Daardoor wisten ze aan internering te ontkomen.
Na de capitulatie van Japan zijn veel Indische NSB’ers naar Nederland vertrokken. Daar werden ze gelijkgesteld aan de Nederlandse NSB’ers die hun lidmaatschap vóór 10 mei 1940 hadden opgezegd. De Indische NSB’ers hebben zich grotendeels niet, zoals in Nederland wel het geval was, schuldig gemaakt aan landverraad of collaboratie. Op 7 mei 1947 kondigde de gouverneur-generaal van Nederlands-Indië een amnestieregeling af die tot gevolg had dat Indische NSB’ers niet meer strafrechtelijk konden worden vervolgd op grond van hun lidmaatschap of ideeën.